# Saison 42 d'Alerte Cobra
Chronologie
Saison 41 Saison 43
Cet article présente le guide des épisodes la quarante-deuxième saison de la série télévisée Alerte Cobra.

## Distribution

### Acteurs principaux
- Erdoğan Atalay : Sami Gerçan (inspecteur)
- Daniel Roesner : Paul Renner (inspecteur)
- Katja Woywood : Kim Krüger (chef de service)
- Katrin Heß : Jenny Dorn (brigadière)
- Niels Kurvin : Armand Freund (police scientifique)
- Daniela Wutte : Susanne König (secrétaire)

### Acteurs récurrents
- Lion Wasczyk : Finn Bartels (brigadier)
- Kerstin Thielemann : Isolde Maria Schrankmann (procureure générale)
- Carina Wiese : Andréa Gerçan (femme de Sami)

## Diffusion
En Allemagne, la saison a été diffusée du 14 septembre 2017 au 21 décembre 2017, sur RTL Television.
En France, la saison a été diffusée du 14 août 2018 au 23 août 2018 sur TMC.

## Épisodes

### Épisode 1:Un mariage à l'ouest
- Allemagne : 14 septembre 2017 sur RTL Television
- France : 14 août 2018 sur TMC

### Épisode 2:Le prix de l'amitié
- Allemagne : 21 septembre 2017 sur RTL Television
- France : 15 août 2018 sur TMC

### Épisode 3:Parents clandestins
- Allemagne : 28 septembre 2017 sur RTL Television
- France : 15 août 2018 sur TMC

### Épisode 4: Road Trip
- Allemagne : 12 octobre 2017 sur RTL Television
- France : 16 août 2018 sur TMC

### Épisode 5:Le roi d'Ayada
- Allemagne : 19 octobre 2017 sur RTL Television
- France : 16 août 2018 sur TMC

### Épisode 6:Halloween
- Allemagne : 26 octobre 2017 sur RTL Television
- France : 17 août 2018 sur TMC

### Épisode 7:Au nom du fils
- Allemagne : 2 novembre 2017 sur RTL Television
- France : 17 août 2018 sur TMC

### Épisode 8:Le virus de l'amour
- Allemagne : 9 novembre 2017 sur RTL Television
- France : 20 août 2018 sur TMC

### Épisode 9:Entre frères
- Allemagne : 16 novembre 2017 sur RTL Television
- France : 20 août 2018 sur TMC

### Épisode 10:Une journée épouvantable
- Allemagne : 30 novembre 2017 sur RTL Television
- France : 21 août 2018 sur TMC

### Épisode 11:Chute libre
- Allemagne : 7 décembre 2017 sur RTL Television
- France : 21 août 2018 sur TMC

### Épisode 12:Trois frères
- Allemagne : 14 décembre 2017 sur RTL Television
- France : 22 août 2018 sur TMC

### Épisode 13:Survivre
- Allemagne : 21 décembre 2017 sur RTL Television
- France : 23 août 2018 sur TMC